# Drabet på Jonas Højberg Moestrup
Drabet på Jonas Højberg Moestrup er et mord, der fandt sted 7. marts 2024 på villavejen Guldregnvej i det nordøstlige Randers, hvor den 30-årige Jonas Højberg Moestrup blev dræbt med en kniv.
En 31-årig mand blev anholdt og sigtet for drabet 22 minutter efter anmeldelsen. Anmeldelsen blev modtaget af Østjyllands Politi kl. 21.29, der derfor afspærrede et område omkring gerningsstedet for at sikre spor og overvågningsbilleder, samt for at tale med vidner. To dage efter drabet havde politiet modtaget i omegnen af 100 henvendelser i sagen.
Den sigtede (der ifølge politiet ikke er fra lokalområdet) blev 8. marts varetægtsfængslet i fire uger i et grundlovsforhør, som foregik bag lukkede døre efter begæring fra anklagemyndigheden. Den sigtede nægtede sig skyldig. Det kom under grundlovsforhøret frem, at offeret og den mistænkte ifølge politiet ikke kendte hinanden i forvejen. Politiet kendte dog mistænkte i forvejen.  Dommeren afviste af nedlægge navneforbud i sagen, men anmodede pressen om at holde sig til de presseetiske regler. Vicepolitiinspektør Flemming Nørgaard sagde ved et pressemøde dagen efter drabet, at "Vi snakker om et fuldstændig tilfældigt offer". Den sigtede mand lod sig ved grundlovsforhøret repræsentere af advokat Glenn Hein, men fremover vil Maibritt Storm Thygesen forsvare ham.
Konfrontationen mellem de to skete angiveligt, da offeret opdagede en eller flere tyve i et skur. Politiet ville dagen efter hverken af- eller bekræfte Randers Amtsavis' oplysninger om, at drabet skete i forbindelse med et indbrud, men i et senere Facebook-opslag fra Den Kongelige Livgarde, hvor den dræbte havde gjort tjeneste, blev det oplyst, at drabet skete i forbindelse med et røveri.

## Fængsling, tilståelse og tiltale
Den sigtede i sagen fik i begyndelsen af april sin varetægtsfængsling forlænget frem til 3. maj. Den 3. maj blev fængslingen forlænget yderligere frem til 31. maj.
Ved en indenretslig afhøring i Retten i Randers 31. maj erkendte den fængslede og sigtede mand, at det var ham, der dræbte Jonas Højberg Moestrup. Politiet meldte i samme ombæring ud, at der var brug for at foretage yderligere efterforskning før anklagemyndigheden kunne tage stilling til en eventuel tiltalerejsning.
21. oktober meddelte anklagemyndigheden ved Østjyllands Politi, at den nu 32-årige mand er tiltalt for drab, ulovlig våbenbesiddelse, forsøg på brandstiftelse og forsøg på indbrudstyveri i forbindelse med drabet samt et yderligere tilfælde af ulovlig våbenbesiddelse og overtrædelse af våbenloven. De sidstnævnte forhold knytter sig til et fund af 1.500 projektiler på den tiltaltes bopæl i Tranbjerg i forbindelse med en ransagning efter anholdelsen i drabssagen. Der blev grundet tilståelsen kun afsat en enkelt retsdag til sagen, der førtes som en domsmandssag ved Retten i Randers 1. november 2024. Det var anklagemyndighedens påstand, at manden skal idømmes forvaring, og specialanklager Jesper Rubow forventer, at det netop er straffen, der vil være omdrejningspunktet for retssagen.

## Retssag
Sagen blev som planlagt behandlet 1. november 2024 ved Retten i Randers.
Her blev der fremlagt en mentalundersøgelse, der konkluderede, at tiltalte udviser tegn på psykopati i svær grad. Tiltalte er følelsesmæssigt umoden og god til at manipulere med andre. Han føler ikke anger eller skyld, og han lider af alkoholmisbrug og stofmisbrug, som undersøgelsen vurderer at være kronisk. Som 16-årig blev han tilknyttet bandemiljøet, og han har tidligere været voldelig.
Han er tidligere dømt for vold, grov vold, afpresning, røveri, voldtægt, relation til Bandidos, trusler, tvang og våbenbesiddelse. Første dom er fra 2014 og seneste fra 2022. Samlet har han haft fængselsstraffe på seks år.
Mens sagens anklager Jesper Rubow ønskede en forvaringsdom med henvisning til mentalundersøgelsen af tiltalte, Retslægerådets anbefalinger og tiltaltes lange liste over tidligere kriminalitet, argumenterede forsvareren for en tidsbestemt straf på 14-15 år.
En enig domsmandsret idømte den 32-årige Mikkel Bartholdy Pedersen forvaring for drabet på Jonas Højberg Moestrup. Derudover blev han dømt for besiddelse af kniv under skærpende omstændigheder, forsøg på indbrudstyveri, forsøg på våbenbesiddelse under særligt skærpede omstændigheder, indførsel og besiddelse af ammunition samt forsøg på brandstiftelse. I slutningen af retsmødet meddelte Mikkel Bartholdy Pedersen, at han vil anke sagen.
Foruden sagens omkostninger blev han også dømt til at betale knap tre millioner kroner i erstatning til offerets efterladte kæreste og barn.
13. januar 2025 kom det dog frem, at sagen alligevel ikke ankes af Mikkel Bartholdy Pedersen.